# Cimetière d'Old Location
Le cimetière d'Old Location est créé en 1926 comme une extension du cimetière Gammans (de)  à Windhoek, en Namibie. Il comporte environ 12 000 sépultures, dont les victimes du 10 décembre 1959. Les autorités de Windhoek déclarent insalubre le quartier de « Old Location » et décident de déplacer les populations indigènes qui y résident vers un nouveau quartier situé à cinq kilomètres plus au nord (le futur township de Katutura signifiant « là où on ne veut pas rester »). Le 10 décembre 1959, la campagne de protestation organisée par l'Union nationale du Sud-Ouest africain (SWANU) dérape et se solde par la mort de 13 manifestants, abattus par les forces de police.
Le site est classé monument national de Namibie.

## Galerie

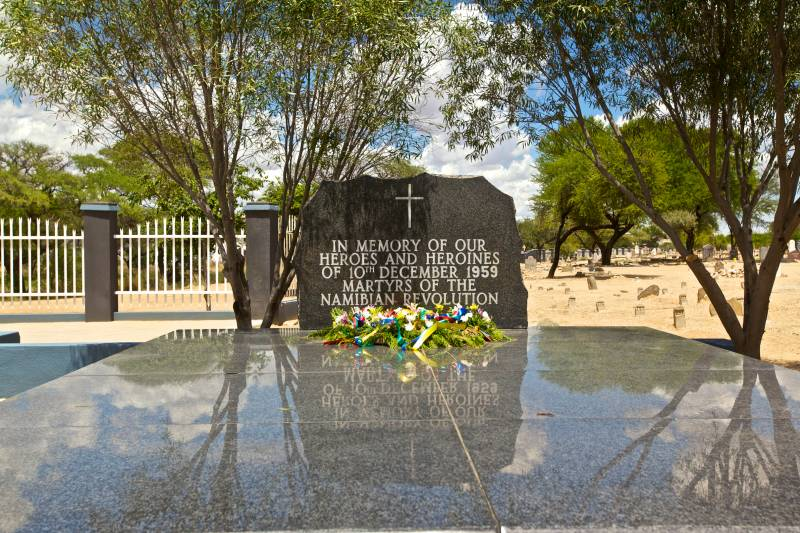
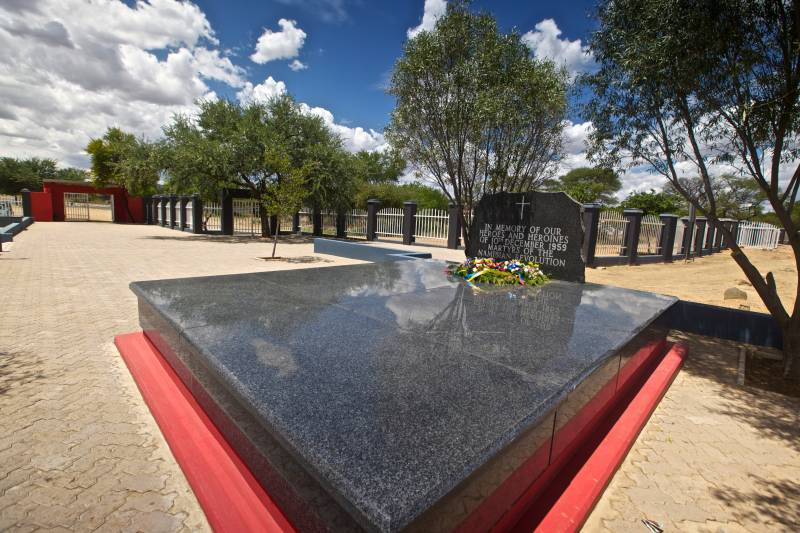
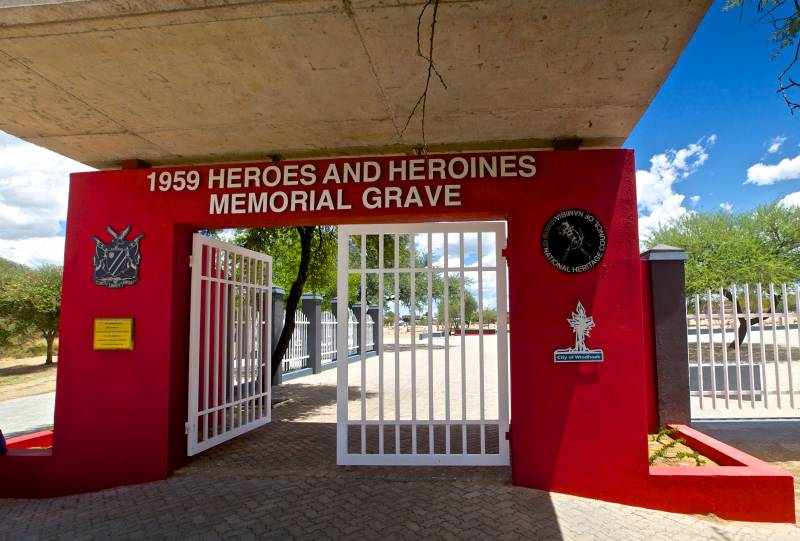